# 羅夢湖和朝塞斯山國家公園
羅夢湖和朝塞斯山國家公園（英語：Loch Lomond and The Trossachs National Park）是英國蘇格蘭的一處國家公園，位於蘇格蘭的中部地區。羅夢湖和朝塞斯山國家公園是蘇格蘭的第一處國家公園，由蘇格蘭議會在2002年批准設立。羅夢湖和朝塞斯山國家公園也是不列顛群島第四大的國家公園，面積1,865平方（720平方英里）。

## 外部連結
- 维基共享资源上的相關多媒體資源：羅夢湖和朝塞斯山國家公園
- 维基导游上有關Loch Lomond and The Trossachs National Park的旅行指南
- Loch Lomond and The Trossachs National Park Official Website （页面存档备份，存于）
- Wild Lomond - Wildlife in the National Park （页面存档备份，存于）
- The Trossachs - Information and places to visit （页面存档备份，存于）